# الهام اسدی
الهام اسدی (زادهٔ ۱۸ دی ۱۳۵۸، تهران) کارگردان، عکاس و محقق ایرانی است.

## زندگی‌نامه
الهام اسدی (زادهٔ ۱۸ دی ۱۳۵۸، تهران) کارگردان، عکاس و محقق ایرانی است.
الهام اسدی فیلمسازی را در سال ۱۳۸۶ با ورکشاپ‌های فیلمسازی عباس کیارستمی و ساخت فیلم کوتاه سبز است رنگ (فیلم) آغاز کرد.
تحصیلات او در مقطع کارشناسی رشته ادیان و عرفان ملل و در مقطع کارشناسی ارشد پژوهش هنر است.
فیلم مستند پوت (فیلم) اولین فیلم حرفه‌ای الهام اسدی است که با موضوع قالی ایرانی و در سال ۱۳۸۸ ساخته شد. مستند پوت (فیلم) موفق به دریافت جوایزی همچون:
فیلم برگزیده جشنواره جهانی فیلم‌های مستند آمستردام «ایدفا» در سال ۲۰۰۹
جایزه بهترین فیلم نیمه بلند جشنواره فول فریم آمریکا در سال ۲۰۱۰
جایزه بهترین فیلم بخش مسابقه مستند فرش ایرانی جشنواره سینما حقیقت ایران در سال ۱۳۸۸ گردید.

از دیگر نمایش‌های ویژه فیلم پوت می‌توان به:
- نمایش افتخاری در موزه بریتانیا
- موزه هنرهای معاصر مسکو

- نمایش ویژه به عنوان یک اثر اصیل تاریخی در بزرگداشت روز جهانی موزه در سال ۲۰۱۷ در موزه هنر اسلامی دوحه اشاره کرد.
فیلم نان و نور به سفارش سازمان صدا و سیمای جمهوری اسلامی ایران پیرامون اندیشه شهاب‌الدین یحیی سهروردی در سال ۱۳۸۹، و فیلم مستند بلند نشان (فیلم)، فیلمی پیرامون آیین کهن ایرانی و رقص محلی (۱۳۹۶) فیلم منتخب یازدهمین جشنواره سینما حقیقت ایران در بخش «مسابقه ملی»، از دیگر آثار اوست.
مستند نشان همچنین فیلم برگزیده یازدهمین جشن مستقل سینمای مستند است و توسط نشر جوان در سال ۱۳۹۷ در ایران منتشر شده‌است.
از فعالیت‌های دیگر اسدی می‌توان به داوری بخش فیلم‌های آزاد در «جشن تصویرسال» اشاره کرد.
وی دبیر کمیته عضوگیری انجمن مستندسازان ایران است.
اسدی در سال ۱۳۹۹ از اعضای هیئت انتخاب مسابقه ملی چهاردهمین جشنواره فیلم مستند ایران، سینما حقیقت بود.

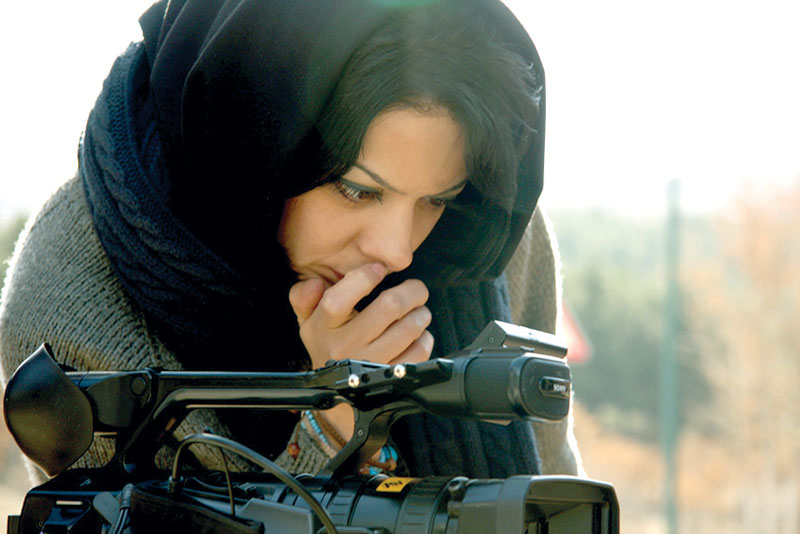
الهام اسدی فیلمساز و محقق ایرانی

## فیلم‌شناسی
| نام فیلم            | سال  | نویسنده | کارگردان | مدت      | توضیحات |
| ------------------- | ---- | ------- | -------- | -------- | --- |
| سبز است رنگ (فیلم)  | ۱۳۸۶ | Yes     | Yes      | ۲۴ دقیقه | مستند کوتاه |
| پوت (فیلم)          | ۱۳۸۸ | Yes     | Yes      | ۴۲ دقیقه | جوایز و حضورهای بین‌المللی: جایزه بهترین فیلم نیمه بلند جشنواره فول فریم آمریکا (۲۰۱۰) برگزیده جشنواره جهانی فیلم‌های مستند آمستردام «ایدفا» هلند (۲۰۰۹) جایزه بهترین فیلم بخش مسابقه مستند فرش ایرانی جشنواره سینما حقیقت ایران (۱۳۸۸) |
| نان و نور           | ۱۳۹۰ | Yes     | Yes      | ۲۵ دقیقه | تهیه‌کننده سعید رشتیان |
| نشان (فیلم)         | ۱۳۹۶ | Yes     | Yes      | ۱۰۰دقیقه | جشنواره‌ها: فیلم منتخب یازدهمین جشنواره سینما حقیقت ایران ۱۳۹۶ فیلم برگزیده یازدهمین جشن مستقل سینمای مستند ۱۳۹۸ |
| کی باد تنها می گذرد | ۱۴۰۳ | Yes     | Yes      | ۶۰ دقیقه | فیلم منتخب سیزدهمین جشن مستقل سینمای ایران کاندید دریافت بهترین تصویر |

## جوایز و حضورهای بین‌المللی
- جایزه بهترین فیلم نیمه بلند جشنواره فول فریم آمریکا (۲۰۱۰)[۱۷]
- برگزیده جشنواره جهانی فیلم‌های مستند آمستردام «ایدفا» هلند (۲۰۰۹)[۱۷]
- جایزه بهترین فیلم بخش مسابقه مستند فرش ایرانی جشنواره سینما حقیقت ایران (۱۳۸۸)[۱۸]